# Хохлов, Евгений Дмитриевич
Евгений Дмитриевич Хохлов (род. 25 июня 1979, Ленинград) — российский дирижёр. Художественный руководитель и главный дирижер Самарского академического театра оперы и балета. Приглашенный дирижер Государственного академического симфонического оркестра Республики Беларусь (ГАСО РБ), дирижёр Государственного академического Русского оркестра имени Василия Андреева (Санкт-Петербург).

## Биография
Родился в Ленинграде в 1979 году в семье советского дирижера Дмитрия Дмитриевича Хохлова. 

По папиной линии я коренной ленинградец: с этим городом связано несколько поколений папиной семьи, моя бабушка была блокадницей. А вот у мамы молдавские корни. Она врач, как и родители ее и папы — все они были профессорами медицины, специалистами по костному туберкулезу. Став музыкантом, мой папа первый нарушил традицию, которой следовало несколько поколений его семьи. Он народный артист России и вот уже двадцать семь лет является художественным руководителем и главным дирижером Государственного академического русского оркестра имени В.Андреева.
В 2002 году с отличием окончил Санкт-Петербургскую государственную консерваторию имени Римского-Корсакова по специальностям «хоровое дирижирование» (класс профессора, народной артистки России Елизаветы Кудрявцевой). В 2007 году «оперно-симфоническое дирижирование» (класс народного артиста России Дмитрия Хохлова).
В 2014 году дебютировал в Италии, где дирижировал оперой Дж. Верди «Бал-Маскарад».
C 2003 по настоящее время — приглашенный дирижер Государственного академического симфонического оркестра Республики Беларусь (ГАСО РБ).
В 2008 году на сцене Белорусской государственной филармонии осуществил постановку «Свадебки» И. Стравинского (режиссёр-постановщик Л.Симакович).
С 2006 года — дирижер Государственного академического Русского оркестра имени Василия Андреева (Санкт-Петербург).
С 2007 по 2011 — дирижер театра «Санктъ-Петербургъ Опера».
С 2011 года — дирижер Самарского академического театра оперы и балета.

с 2017 года — главный дирижер Самарского театра оперы и балета.
Самый молодой в истории театра главный дирижер
с 2019 года занимает должность художественного руководителя Самарский театр оперы и балета.
За время работы в театре осуществил около 20 оперных и балетных постановок. В репертуаре имеет более 40 оперных и балетных спектаклей.
В 2018 году организовал на базе театра Молодежную оперную программу.
Участвовал в создании фонда поддержки и развития искусства и культуры «TЕ-АРТ».
В феврале 2019 под руководством Евгения Хохлова труппа театра приняла участие в XXV фестивале Российской национальной театральной премии «Золотая Маска» с балетом «Эсмеральда» на сцене Московского академического музыкального театра им. К. С. Станиславского и Вл. И. Немировича-Данченко.
Инициатор и организатор гастролей труппы театра в Мариинском театре в ноябре 2019 года.
В 2019 году Хохлов был номинирован на Национальную оперную премию «Онегин» в категории «Музыкальный руководитель» за оперы «Богема» и «Джанни Скикки», выпущенных с промежутком менее чем в две недели в рамках оперного фестиваля к юбилею Джакомо Пуччини.
В 2016 году дирижировал премьерой оперы Дж. Пуччини «Богема» в театре Л. Манчинелли (Орвьето, Италия), дебютировал в Германии в Gerhart Hauptmann-Theater, где дирижировал оперой Доницетти «Любовный напиток». В 2015 году в рамках гастрольного турне в Мексике выступал в театре «Метрополитен» в Мехико с солистами Мариинского и Михайловского театров.
Живет и работает в Самаре.

## Профессиональная деятельность

### Стажировки
Летняя академия университета «Моцартеум» в Зальцбурге у профессора Петера Гюльке.
Обучался у Маурицио Арены (Италия, 2013, 2014, 2016), Неэме Ярви, Пааво Ярви и Леонида Грина (Эстония 2009), Романа Кофмана (Германия, 2008).

### Оркестры
- Академический симфонический оркестр филармонии Санкт-Петербурга
- Андреевский оркестр
- Государственный академический Русский оркестр имени Василия Андреева (Санкт-Петербург)
- ГАСО РБ
- Neue Lausitzer Philharmonie (Германия)
- Beethoven Orchester Bonn (Германия)
- Spazio musica (Италия)
- Salzburg Chamber Soloists (Австрия)
- Президентский симфонический оркестр Анкары (Турция)
- Volga Philharmonic (Самара)
- Национальный молодежный симфонический оркестр Эстонии
- Молодежный камерный оркестр Эстонии

### Репертуар
Оперы:
- «Аида» (Джузеппе Верди), «Травиата» (Джузеппе Верди), «Риголетто» (Джузеппе Верди), «Бал-маскарад» (Джузеппе Верди)[12], «Борис Годунов» (Модест Мусоргский), «Князь Игорь» (Александр Бородин), «Пиковая дама» (Петр Чайковский), «Евгений Онегин» (Петр Чайковский), «Царская невеста» (Николай Римский-Корсаков), «Снегурочка» (Николай Римский-Корсаков), «Сказка о царе Салтане» (Николай Римский-Корсаков), «Тоска» (Джакомо Пуччини), «Мадам Баттерфляй» (Джакомо Пуччини), «Богема» (Джакомо Пуччини), «Джанни Скикки» (Джакомо Пуччини), «Сестра Анжелика» (Джакомо Пуччини), «Паяцы» (Руджеро Леонкавалло), «Волшебная флейта» (Вольфганг Амадей Моцарт), «Любовный напиток» (Гаэтано Доницетти), «Лючия ди Ламмермур» (Гаэтано Доницетти), «Любовь к трем апельсинам» (Сергей Прокофьев), «Игроки» (Дмитрий Шостакович), «Белые ночи» (Юрий Буцко) «Женитьба» (Модест Мусоргский), «Опера о том, как поссорился Иван Иванович с Иваном Никифоровичем» (Геннадий Банщиков)

Балеты:
- «Лебединое озеро» (Петр Чайковский), «Спящая красавица» (Петр Чайковский), «Щелкунчик» (Петр Чайковский), «Бахчисарайский фонтан» (Борис Асафьев), «Ромео и Джульетта» (Сергей Прокофьев), «Эсмеральда» (Цезарь Пуни), «Шопениана» (Фредерик Шопен), «Пахита» (Людвиг Минкус), «Жизель» (Адольф Адан), «Корсар» (Адольф Адан), «Павильон Армиды» (Николай Черепнин), «Ленинградская симфония» (Дмитрий Шостакович), «Болеро» (Морис Равель), «Вариации» (Жорж Бизе, оркестровая редакция Феликса Вейнгартнера), «Штраусиана» (на музыку Иоганна Штрауса II)

Оперетты:
- «Летучая мышь» (Иоганн Штраус II), «Сильва» (Имре Кальман), «Прекрасная Елена» (Жак Оффенбах), «Тарам-парам, ни-на ни-на, или Квартирный вопрос их испортил» (на музыку Дмитрия Шостаковича)

## Гастроли
В 2013 году дебютировал в Италии, где дирижировал оперой Джузеппе Верди «Бал-маскарад» в театре Луиджи Манчинелли в Орвьето, Италия.
В 2014 дирижировал оперой Джузеппе Верди «Трубадур» в театре Луиджи Манчинелли.
В 2014 гастролировал с коллективом ГАСО РБ в лучших залах Италии, Испании и Португалии.
В октябре 2015 в рамках гастрольного турне в Мексике выступал в театре «Метрополитен» в Мехико с солистами Мариинского и Михайловского театров.
В августе 2016 дирижировал премьерой оперы Джакомо Пуччини «Богема» в театре Луиджи Манчинелли.
В октябре 2016 дебютировал в Германии в театре Герхарта Гауптмана (Гёрлиц-Циттау), где дирижировал оперой «Любовный напиток».

## Награды и звания
В 2016 году получил первую премию и специальный приз на VII международном конкурсе оперных дирижеров имени Луиджи Манчинелли в Италии.
Под руководством Евгения Хохлова труппа театра приняла участие в XXV Фестивале Российской национальной театральной премии «Золотая Маска» с балетом «Эсмеральда» на сцене Московского академического музыкального театра им. К. С. Станиславского и Вл. И. Немировича-Данченко (февраль 2019).
В 2019 году номинирован на Национальную оперную премию «Онегин» в категории «Музыкальный руководитель» за оперы «Богема» и «Джанни Скикки», выпущенные с промежутком менее чем в две недели в рамках оперного фестиваля к юбилею Джакомо Пуччини. Награждён почётной медалью ТЮРКСОЙ в честь Мукана Тулебаева.
В 2020 году награждён губернской премией «Самарская театральная муза» (специальная премия жюри) за музыкальное прочтение балетов «Бахчисарайский фонта» и «Три маски короля».